# Cnesia atroparva
Cnesia atroparva är en tvåvingeart som först beskrevs av Edwards 1931.  Cnesia atroparva ingår i släktet Cnesia och familjen knott. Inga underarter finns listade i Catalogue of Life.